# レディースオールスター競走
レディースオールスター競走（レディースオールスターきょうそう）は、2017年に新設された、ファン投票で選出された女性ボートレーサーのみで開催されるレースである。

## 概要
2017年に新設された女性ボートレーサーのみのオールスター。
前年のクイーンズクライマックスの優勝戦出場者は優先出場となる。選出除外ルールはレディースチャンピオンと同じで期間が違う点とB2級除外が追加されている。
優勝選手は、その年のレディースチャンピオンと翌年のボートレースバトルチャンピオントーナメントの優先出場権が与えられる。
選考期間は開催前年の11月1日から、開催年の10月31日まで
選出除外
以下に該当する選手は、選出除外となり、投票者リストに入らない。
- 選考期間内の出走回数100回未満の選手。※優先出場選手は免除
- 選考期間内の事故率0.40以上の選手。
- 当年の前期B2級の選手（長欠の影響を受けやすい、前年5月から10月の級別審査で65走以上出走が無いとB2級になってしまう。）。
- 当該競走の直前のクイーンズクライマックスにおいて選手責任事由によるスタート事故を起こした選手。※出場が決まっていても取消の対象。
- スタート事故による選出除外となる罰則期間（プレミアムG1/G1/G2又は女子戦）が当該競走の前検日を含む開催期間と重複する場合（優勝戦はG1,G2が1年除外となるため次回の同大会に出場不能になる）。
- 負傷・病気・出産等により出場を辞退した選手。
- 褒賞懲戒規程による出場停止処分を受けた選手。※出場が決まっていても取消の対象。

出場選手は基本的に、ファン投票の票数上位49名+出場選手選考委員会による推薦3名の合計52名。
出場を取り消された場合は、ファン投票の票数順で、順次繰り上げ出場となる。

## 歴代優勝者
レディースオールスター競走の優勝者と優勝戦の成績は以下の通り。出典はボートレースオフィシャルサイトの「G1・G2スケジュール」コンテンツ内にある各レディースオールスターの優勝戦結果ページを使用。
| 回数 | 開催年             | 優勝戦日 | 開催場 | 優勝者     | 優勝者   | 優勝者 | 優勝者   | 優勝者 | 優勝者 | 優勝者   | 優勝者     |
| 回数 | 開催年             | 優勝戦日 | 開催場 | 選手       | 登録番号 | 年齢   | 所属支部 | 枠番   | コース | 決まり手 | 優勝タイム |
| ---- | ------------------ | -------- | ------ | ---------- | -------- | ------ | -------- | ------ | ------ | -------- | ---------- |
| 1    | 2017年（平成29年） | 3月5日   | 宮島   | 山川美由紀 | 3232     | 50歳   | 香川     | 1      | 1      | 逃げ     | 1分48秒6   |
| 2    | 2018年（平成30年） | 3月11日  | びわこ | 中村桃佳   | 4823     | 25歳   | 香川     | 1      | 1      | 逃げ     | 1分48秒9   |
| 3    | 2019年（平成31年） | 3月10日  | 児島   | 寺田千恵   | 3435     | 49歳   | 岡山     | 1      | 1      | 逃げ     | 1分48秒4   |
| 4    | 2020年（令和2年）  | 3月8日   | 鳴門   | 岩崎芳美   | 3611     | 47歳   | 徳島     | 2      | 2      | 差し     | 1分47秒0   |
| 5    | 2021年（令和3年）  | 2月28日  | 芦屋   | 小野生奈   | 4530     | 32歳   | 福岡     | 1      | 1      | 逃げ     | 1分47秒8   |
| 6    | 2022年（令和4年）  | 2月27日  | 桐生   | 守屋美穂   | 4482     | 33歳   | 岡山     | 4      | 4      | まくり   | 1分13秒2   |
| 7    | 2023年（令和5年）  | 2月26日  | 蒲郡   | 長嶋万記   | 4190     | 41歳   | 静岡     | 1      | 1      | 逃げ     | 1分47秒0   |
| 8    | 2024年（令和6年）  | 2月25日  | びわこ | 渡邉優美   | 4590     | 31歳   | 福岡     | 1      | 1      | 逃げ     | 1分47秒1   |
| 9    | 2024年（令和6年）  | 5月12日  | 宮島   | 守屋美穂   | 4482     | 35歳   | 岡山     | 1      | 1      | 逃げ     | 1分48秒8   |
| 10   | 2025年（令和7年）  | 5月18日  | 常滑   | 浜田亜理沙 | 4546     | 37歳   | 埼玉     | 1      | 1      | 逃げ     | 1分49秒7   |

- 第4回大会は新型コロナウイルスの感染拡大に伴う全公営競技無観客開催措置の為、無観客で開催（開催地・ボートレース鳴門は6月16日に無観客解除）。また、第5回大会は同防止の為、開催地・芦屋が立地する福岡県及び、山口県・佐賀県・大分県・熊本県の在住者を対象とした事前抽選による入場制限を実施した[12]（各日最大1,500人）。
- 第6回大会は悪天候のため安定板装着、周回短縮にて優勝戦が行われた。

## ミス38位
第1回大会から、選手紹介の際にファン投票第38位の選手が白色のボディコンまたはドレスを着用するのが恒例となっている。
| 回 | 開催場 | 開催年 | ボディコン着用選手 （ファン投票38位） | 年齢  | 成績・備考                               |
| -- | ------ | ------ | ------------------------------------- | ----- | ---------------------------------------- |
| 1  | 宮島   | 2017年 | 木村沙友希                            | 32    | 予選敗退                                 |
| 2  | びわこ | 2018年 | 喜多須杏奈                            | 28    | 予選敗退                                 |
| 3  | 児島   | 2019年 | 深尾巴恵                              | 26    | 予選敗退                                 |
| 4  | 鳴門   | 2020年 | 土屋実沙希 岩崎芳美                   | 31 47 | 予選敗退 優勝                            |
| 5  | 芦屋   | 2021年 | －                                    | －    | 38位は山下友貴だったが、当人が着用を拒否 |
| 6  | 桐生   | 2022年 | 西岡成美                              | 25    | 予選敗退                                 |
| 7  | 蒲郡   | 2023年 | 出口舞有子                            | 30    | 予選敗退                                 |
| 8  | びわこ | 2024年 | 柴田百恵                              | 24    | フライングにより賞典除外                 |
| 9  | 宮島   | 2024年 | 井上遥妃                              | 21    | 予選敗退                                 |
| 10 | 常滑   | 2025年 | 山田理央                              | 24    | 予選敗退                                 |

## 今後の開催予定
- 第11回大会 2026年（令和8年）5月5日 - 10日  ボートレースまるがめ（ナイター開催）[21]